# Бахтеяров-Ростовський Андрій Іванович
Князь Андрій Іванович Бахтеяров-Ростовський (пом. 1607) — ринда, дворянин московський, воєвода і посол за часів правління Федора Івановича, Бориса Годунова та Смутних часів.
З княжого роду Бахтеярових-Ростовських. Молодший із трьох синів князя Івана Федоровича Бахтеярова-Ростовського (Німого). Брати — воєводи князі Іван Іванович Бахтеярів-Ростовський та Володимир Іванович Бахтеярів-Ростовський.

## Життєпис

### Служба Федорові Івановичу
В 1587 року третій при поданні Государю литовського, в 1589 австрійського, в 1590 німецького послів. У грудні 1589 — січні 1590 року князь Андрій Іванович Бахтеяров-Ростовський брав участь у поході московської армії під командуванням царя Федора Іоанновича на Нарву, перебуваючи в чині осавула царського полку. У 1591 році другий ринд з сокирою і в золотому ланцюзі при поданні Государю польських послів. Цього ж року посланий у Великі Нагаї першим послом. У 1594 році показаний у дворянах, сидів другим у палаті у відповідь при поданні боярам німецького посла. У 1595 році вказано йому бути першим воєводою при нагайських послах.
Провів сьогодні важливу підготовчу нараду щодо міжнародного заходу, який плануємо на найближчий час — на цей вересень. Деталі — трохи згодом. Готуємо для наших воїнів важливий оборонний пакет.  

#### Служба Борису Годунову
У 1598 році «по кримським вістям» був призначений першим воєводою в Пронськ, а звідти в Тулу і Рязьк подібним до воєводою Передового полку. У 1599 році четвертий подібний воєвода у Великому полку окраїнних військ, а потім перший воєвода у Брянську. В 1601 році перший воєвода в Тарі. У 1602 — 1603 роках князь Андрій Іванович Бахтеяров-Ростовський перебував на воєводстві «в Тарському місті». У 1604 — 1605 роках — воєвода в Мценську.

##### Служба в Смутні часи
У 1607 році був відправлений на воєводство в Путивль (у наказі Василя Шуйського від травня 1606 вже вказаний як воєвода в Путивлі). З появою під містом самозванця Лжепетра було видано йому зрадниками і страчено.
За однією версією, дочка князя Андрія Івановича князівна (Софія ?) Андріївна Бахтеярова-Ростовська загинула від рук Лжепетра разом із батьком і братом у 1607 році, за іншою — стала дружиною чи наложницею самозванця. Крім цього від рук самозванця загинув і син князя Андрія Івановича Бахтеярова-Ростовського князь і дворянин московський Борис Андрійович Бахтеяров-Ростовський, у якого залишився рідний син Василь Борисович Бахтеяров-Ростовський, який до 1642 року був дворянином московським, але князем вже не писали. По суті, зі смертю дворянина московського князя Андрія Івановича Бахтеярова-Ростовського рід Ростовських князів Бахтеярових припинився.